# (31823) Viète
(31823) Viète  es un asteroide perteneciente al cinturón de asteroides, descubierto el 4 de octubre de 1999 por Paul G. Comba desde el Observatorio de Prescott, en Arizona, Estados Unidos.

## Designación y nombre
Viète se designó inicialmente como {{{2}}}.
Más adelante fue nombrado en honor al matemático francés  François Viète (1540-1603).

## Características orbitales
Viète orbita a una distancia media del Sol de 2,7406 ua, pudiendo acercarse hasta 1,7497 ua y alejarse hasta 3,7315 ua. Tiene una excentricidad de 0,3615 y una inclinación orbital de 24,2437° grados. Emplea en completar una órbita alrededor del Sol 1657 días.

## Características físicas
Su magnitud absoluta es 14,5. Tiene 5,978 km de diámetro. Su albedo se estima en 0,064.